# 胰高血糖素样肽-1

GLP-1具降血糖功能

胰高血糖素样肽-1（glucagon-like peptide-1，GLP-1）又称胰高糖素样肽-1、類升糖素胜肽-1，是一种由30或31个氨基酸组成的肽类激素，来自胰高血糖素原（proglucagon）的组织特异性翻译后修饰。它主要由肠道内分泌L细胞及脑干孤束核中的某些神经元在进食后产生和分泌。
与葡萄糖依赖性促胰岛素多肽（GIP）一样，GLP-1也属于肠促胰岛素（incretin）类激素，它能够通过增强胰岛素的分泌，以葡萄糖依赖的方式降低血糖水平。
除了促胰岛素作用外，GLP-1还具备多种调节和保护功能。与GIP不同，2型糖尿病患者仍保有GLP-1作用。自2000年代起，GLP-1受体激动剂陆续获得批准用于治疗糖尿病和肥胖（如2005年4月，艾塞那肽（Byetta）获得FDA批准，2009年8月在中国获批上市）。
初始的GLP-1（1-37）易受酰胺化和蛋白酶切割，形成两种截短但具有相同生物活性的形式：GLP-1-(7-36)NH2和GLP-1-(7-37)。活性GLP-1的二级结构由两个α螺旋组成，分别位于氨基酸位置13–20和24–35，中间由一个连接区分隔。
内源性GLP-1会迅速被二肽基肽酶-4（DPP-4）、中性内肽酶24.11（NEP 24.11）和肾脏清除，半衰期仅约2分钟。因此，只有10%到15%的GLP-1能以完整形式进入循环系统，导致空腹血浆中的GLP-1水平仅为0-15 pmol/L。为应对这一问题，已开发GLP-1受体激动剂和DPP-4抑制剂，以增加GLP-1的活性。与胰岛素和磺醯脲類等常见药物不同，GLP-1相关疗法与可降低体重和有较低的低血糖风险相关，这对2型糖尿病患者有所助益。

## 基因表达
前胰高血糖素基因在多个器官中表达，包括胰腺（胰岛α细胞）、肠道（肠内分泌L细胞）和大脑（尾侧脑干和下丘脑）。
禁食和低血糖时，胰腺中的前胰高血糖素基因表达增加，而胰岛素会抑制其表达。相反，肠道中的前胰高血糖素基因表达在禁食时减少，进食后增加。
在哺乳动物中，所有这三种细胞类型产生相同的mRNA，并翻译为180个氨基酸的前体——前胰高血糖素。但组织特异性的翻译后加工机制会使不同的细胞产生不同的肽类激素。
在胰岛α细胞中，前胰高血糖素由前激素转化酶2（PC2）切割，生成胰升糖素相关肽（GRPP）、胰高血糖素、插入肽1（IP-1）和主要前胰高血糖素片段（MPGF）。
在肠道和大脑中，前胰高血糖素由PC1/3催化，生成glicentin，随后转化为GRPP、Oxyntomodulin、GLP-1、插入肽2（IP-2）和胰高血糖素样肽-2（GLP-2）。
最初，人们认为GLP-1对应于前胰高血糖素的（72-108）片段，与MPGF的N端一致，但对内源性GLP-1的测序发现，它实际上对应于前胰高血糖素的（78-107）片段，这带来了两个重要发现。
首先，全长的GLP-1（1-37）被内肽酶催化为具有生物活性的GLP-1（7-37）。
其次，前胰高血糖素（108）的甘氨酸作为底物，使C端精氨酸发生酰胺化，生成同样有效的GLP-1（7-36）酰胺。
在人类中，超过80%的GLP-1是酰胺化形式，而在其他物种中，相当一部分仍保持为GLP-1（7-37）。

## 分泌
GLP-1被包装在分泌颗粒中，由位于回肠末端和结肠的L细胞分泌到肝门系统，少量L细胞也分布在空肠和十二指肠。L细胞是开放型三角形上皮细胞，直接与肠腔和神经血管组织接触，因此能受到多种营养、神经和内分泌因子的刺激。
GLP-1的分泌呈双相模式，进食后10-15分钟内有早期分泌高峰，随后在30-60分钟出现第二阶段的长效分泌。由于大多数L细胞位于回肠末端和结肠，早期分泌高峰可能由神经信号、肠道肽或神经递质引发。此外，位于空肠近端的L细胞数量足以通过直接接触肠腔内的营养物质引发早期分泌。第二阶段的分泌则更可能是消化后的营养物质直接刺激L细胞所致。因此，胃排空速度是一个重要因素，因为它调节营养物质进入小肠的速度，而小肠是直接刺激L细胞的部位。GLP-1的一项作用是抑制胃排空，从而在餐后激活时减缓自身分泌。
在空腹状态下，人体中活性GLP-1的血浆浓度为0至15 pmol/L，进食后可增加2到3倍，具体取决于餐食的大小和营养成分。脂肪酸、必需氨基酸和膳食纤维等个别营养物质也已被证明能够刺激GLP-1的分泌。
糖类与多种信号通路相关，能够引发L细胞膜去极化，导致胞质中Ca²⁺浓度升高，从而诱导GLP-1分泌。脂肪酸则与细胞内Ca²⁺库的动员及Ca²⁺释放到胞质中有关。蛋白质诱导GLP-1分泌的机制尚不明确，但氨基酸的比例和组成对其刺激效果似乎非常重要。

## 降解
一旦分泌，GLP-1对蛋白水解酶二肽基肽酶-4（DPP-4）非常敏感。具体来说，DPP-4会切割Ala8和Glu9之间的肽键，生成的GLP-1（9–36）酰胺占循环中总GLP-1的60%至80%。DPP-4广泛存在于多种组织和细胞中，既有膜锚定型，也有可溶性形式。特别是，DPP-4在内皮细胞表面表达，包括那些靠近GLP-1分泌部位的细胞。因此，估计只有不到25%的分泌GLP-1能够以完整形式离开肠道。此外，由于肝细胞中DPP-4的高浓度，40%至50%的剩余活性GLP-1会在肝脏中被降解。因此，由于DPP-4的活性，只有10%到15%的分泌GLP-1能以完整形式进入循环系统。
中性内肽酶24.11（NEP 24.11）是一种膜结合的锌金属肽酶，在多种组织中广泛表达，特别是在肾脏中浓度较高，因此被认为是GLP-1迅速降解的重要因素。它主要在芳香氨基酸或疏水氨基酸的N端切割肽，估计对GLP-1的降解贡献高达50%。然而，只有在DPP-4的降解受到抑制时，NEP 24.11的活性才会显现，因为大多数到达肾脏的GLP-1已经被DPP-4处理。此外，肾脏清除在去除已经失活的GLP-1方面似乎更为重要。
最终，活性GLP-1的半衰期约为2分钟，这段时间足以激活GLP-1受体。

## 生理作用
GLP-1具有多种生理特性，使其及其功能类似物成为糖尿病治疗的热门研究对象。然而，GLP-1在血液中易被二肽基肽酶-4（dipeptidyl peptidase-4，DPP-4）降解，其半衰期（t1/2）仅数分钟，因此，药物开发策略包括二肽基肽酶-4抑制剂和GLP-1类似物。这些治疗手段不仅能带来即时效果，还能实现长期改善。尽管早期认为2型糖尿病患者的GLP-1分泌减少与胰高血糖素效应减弱有关，但现在的观点是，2型糖尿病患者的GLP-1分泌与健康个体并无显著差异。
GLP-1最显著的作用是促进胰岛素依赖于葡萄糖的分泌。当GLP-1与胰腺β细胞上的GLP-1受体结合时，受体与G蛋白亚单位结合，激活腺苷酸酰化酶，从而增加ATP转化为cAMP的产量。这一过程激活包括PKA和Epac2在内的二级通路，改变离子通道活性，导致胞质Ca²⁺水平升高，增强胰岛素颗粒的外排。葡萄糖的流入确保有足够的ATP维持这一刺激效应。
- 促进胰脏胰岛β-细胞的胰岛素分泌
- 抑制胰脏胰岛α-细胞的胰高血糖素分泌
- 抑制胃动力，使胃排空延迟
- 通过中枢神经系统，GLP-1可以抑制食欲

此外，GLP-1通过促进胰岛素基因转录、mRNA稳定性和生物合成，确保β细胞的胰岛素储存得以补充，防止在分泌过程中耗竭。GLP-1还明显增加β细胞的数量，促进细胞增殖和新生，同时抑制细胞凋亡。由于1型和2型糖尿病均与功能性β细胞的减少相关，这一效应在糖尿病治疗中尤为重要。GLP-1不仅增强胰岛素分泌，还在餐后血糖水平高于空腹水平时抑制胰高血糖素的分泌。这一抑制作用不会影响胰高血糖素对低血糖的反应，因其同样依赖于葡萄糖。抑制作用可能是通过间接释放生长抑素来实现，但直接作用不能完全排除。
在大脑中，GLP-1受体激活与神经营养效应相关，包括神经发生和神保护效应，能减少细胞坏死、凋亡信号、细胞死亡和功能障碍。在病态大脑中，GLP-1受体激动剂的治疗被发现能够保护多种实验性疾病模型（如帕金森病、阿尔茨海默病、中风、创伤性脑损伤和多发性硬化症）。GLP-1受体在脑干和下丘脑的表达表明，GLP-1能够促进饱腹感，从而减少食物和水的摄入。因此，接受GLP-1受体激动剂治疗的糖尿病患者常常会出现体重减轻，而非与其他治疗药物相关的体重增加。
在胃中，GLP-1抑制胃排空、酸分泌和运动，从而综合降低食欲。通过减缓胃排空，GLP-1能降低餐后血糖波动，这一特性对于糖尿病治疗非常吸引人。然而，这些胃肠道作用也可能导致接受GLP-1类药物治疗的患者偶尔感到恶心。
此外，GLP-1在心脏、舌头、脂肪、肌肉、骨骼、肾脏、肝脏和肺等多种组织中还表现出保护和调节作用。

## 研究历史
1902年，Bayliss和Starling在动物中发现了第1个肠胃多肽激素，并将这种能够刺激胰液分泌的激素命名为促胰液素。
1960年代，发现了“肠促胰素效应”，相比于静脉注射，口服葡萄糖促进胰岛素分泌的作用明显更强。
1982年，理查德·古德曼（Richard Goodman）和P·凯·伦德（P. Kay Lund）在麻省总医院为乔尔·哈比纳博士（Joel Habener）工作时发现，胰高血糖素基因实际上编码三种肽：胰高血糖素和两种新肽，现称为胰高血糖素样肽-1（GLP-1）和胰高血糖素样肽-2（GLP-2）。
1980年代，Svetlana Mojsov在麻省总医院的肽合成中心工作，致力于GLP-1的鉴定。为了确定GLP-1的某个片段是否是胰升糖素，Mojsov创造了一个胰升糖素抗体，并开发了跟踪其存在的方法。她发现GLP-1中一段由31个氨基酸组成的序列是胰升糖素。莫伊索夫及其合作者丹尼尔·J·德鲁克和哈比纳证明了少量实验室合成的GLP-1可以触发胰岛素的分泌。
Mojsov努力将自己的名字列入专利，最终麻省总医院同意修改四项专利以包括她的名字。她因此获得了其中一项药物为期一年的三分之一版税。
GLP-1的极短半衰期使其无法开发为药物。这一发现促使糖尿病研究转向其他治疗方法，例如针对GLP-1受体，从而推动了GLP-1受体激动剂的开发。
1992年，约翰·恩（John Eng）博士在美洲毒蜥（希拉毒蜥，Gila Monster）唾液腺中发现天然GLP-1样多肽Exendin-4。
1996年，约翰·恩与Amylin达成合作协议。
2002年，Eli Lilly和Amylin就Exendin-4达成共同开发协议。
2005年，美国FDA批准Exendin-4（Exenatide/ BYETTA/艾塞那肽）用于2型糖尿病的辅助治疗，每天注射2针（BID），成为First-in-class的GLP-1类似物。
2010年，美国FDA批准诺和诺德同类产品利拉鲁肽（每天注射一针，QD）。